# Rhaphicera moorei
Rhaphicera moorei är en fjärilsart som beskrevs av Butler 1867. Rhaphicera moorei ingår i släktet Rhaphicera och familjen praktfjärilar. Inga underarter finns listade.

## Bildgalleri

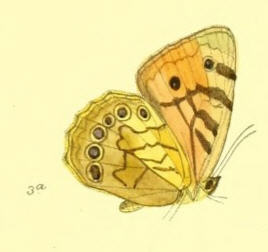
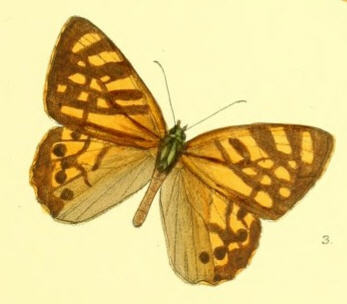
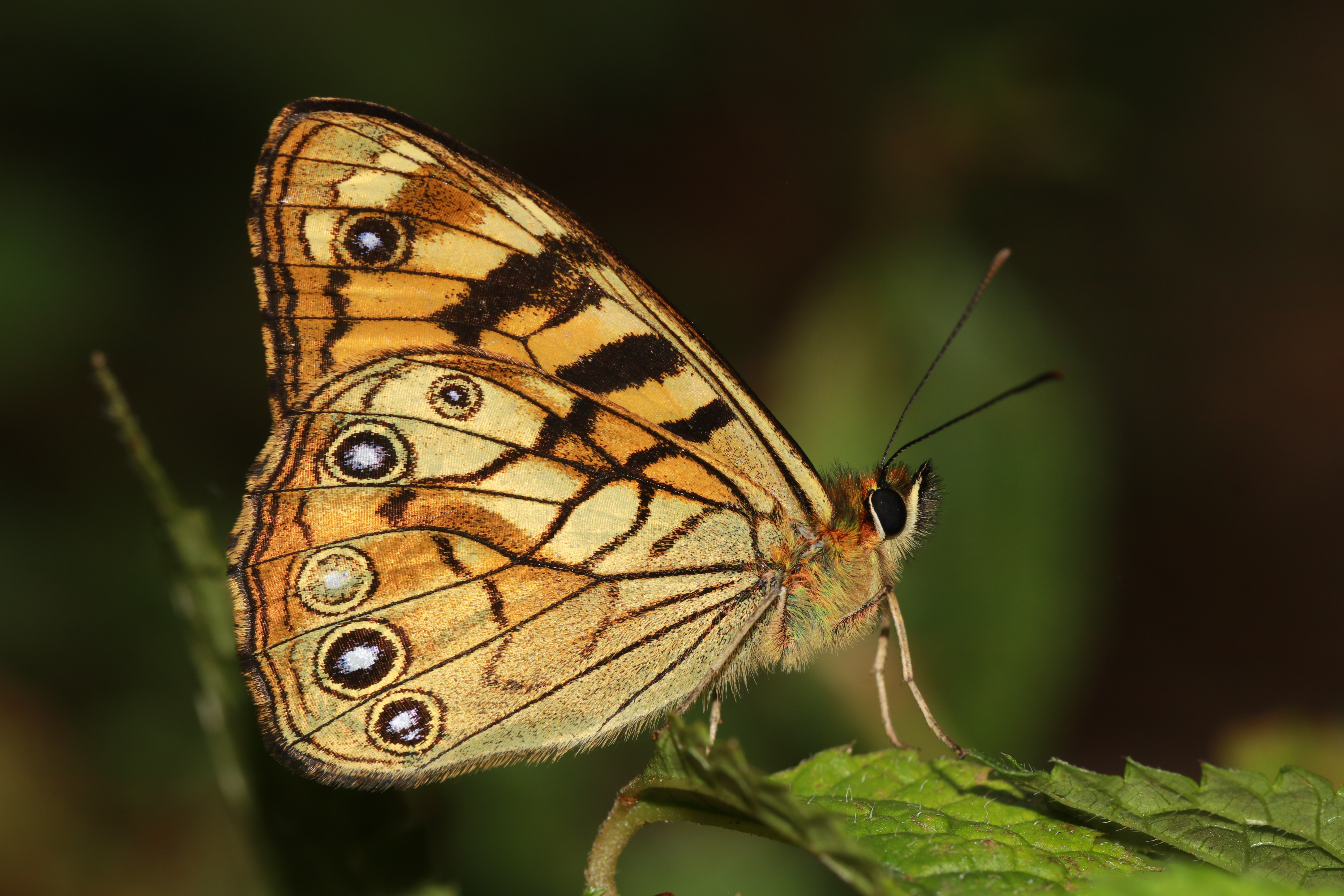
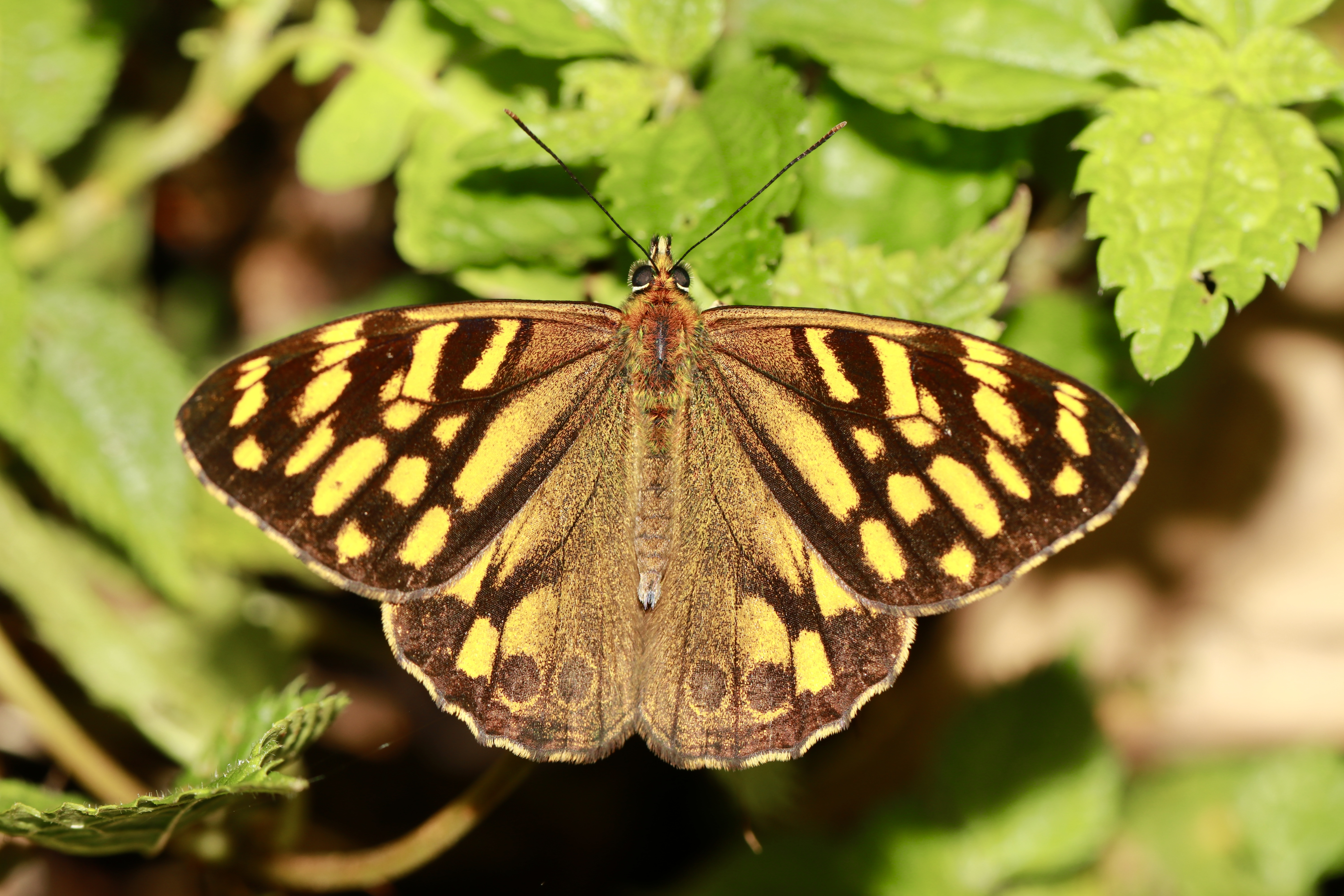